# Piet Mondrian
Piet Mondrian (født 7. marts 1872, død 1. februar 1944) var en hollandsk maler, også kendt under sit egentlige navn: Pieter Cornelis Mondriaan.
Mondrian var én af foregangsmændene i udviklingen af abstraktionen i maleriet, og han var et betydningsfuldt medlem af kunstbevægelsen De Stijl. Han kaldte sin stil "neoplasticisme"; en stil han mente var baseret på harmoni mellem de rette linjer og de rene former. Denne harmoni mente han ligger uden for den synlige verden. Han kaldte mange af sine værker for kompositioner. De bestod af rektangulære former af rødt, gult, blåt, hvidt eller sort, adskilt af hverandre af tynde, sorte linjer. Han var påvirket af Kubismen.
I 1912 flyttede Mondriaan til Paris. Han ændrede sit efternavn ved at fjerne et "a" – for at markere at han havde forladt Holland, idet han ikke følte at dette lands kunstnermiljø var på niveau med hvad det burde være.
Efter ankomsten til den franske hovedstad kunne man tydeligt se påvirkningen fra kubismen samt fra Picasso og Braque. Hans malerier blev i denne periode oftere og oftere domineret af geometriske former og den perspektivforståelse, man ofte finder i kubistiske malerier. Selvom Mondrian tydeligvis var påvirket af kubismen, så han ikke denne kunstretning som sit endelige mål.
Da 1. verdenskrig brød ud i 1914, besøgte han sit hjemland. På grund af krigen var han nødsaget til at forblive i Holland og mødte her kunstnerne Theo van Doesburg og Bart van der Leck. Sidstnævnte brugte kun primærfarver i sine værker, hvilket satte sit præg på Mondrians virke. 
Han startede De Stijl bevægelsen sammen med van Doesburg.

## Galleri
- Død Hare - 1891
- Hengivenhed - 1908
- Blomstrende Æbletræ - 1912
- Komposition - 1920
- Sejers Boogie Woogie - 1944